# Pascal Regnauld
Pour les articles homonymes, voir Regnauld.
Pascal Regnauld, né en 1961 à Vitry-le-François, est un dessinateur de bande dessinée français.

## Biographie
Pascal Regnauld a fait ses études à Reims avant de travailler pour la publicité. Il rencontre Benoît Sokal en 1995 et reprend le dessin de la série Canardo.

En parallèle, le dessinateur travaille avec d'autres scénaristes comme Roger Seiter ou Didier Quella-Guyot. 

## Œuvre

### Albums
- Canardo, scénario de Benoît Sokal, Casterman, collection Ligne rouge à partir du tome 13.

10. La Fille qui rêvait d'horizon, dessins de Benoît Sokal et Pascal Regnauld, 1999  (ISBN 2-203-33545-9)
11. Un misérable petit tas de secrets, dessins de Benoît Sokal et Pascal Regnauld, 2001  (ISBN 2-203-33551-3)
12. La Nurse aux mains sanglantes, dessins de Benoît Sokal et Pascal Regnauld, 2002  (ISBN 2-203-33553-X)
13. Le Buveur en col blanc, dessins de Benoît Sokal et Pascal Regnauld, 2003  (ISBN 2-203-33555-6)
14. Marée noire, dessins de Benoît Sokal et Pascal Regnauld, 2004  (ISBN 2-203-33556-4)
15. L'Affaire belge, dessins de Benoît Sokal et Pascal Regnauld, 2005  (ISBN 2-203-33557-2)
16. L'Ombre de la bête, dessins de Benoît Sokal et Pascal Regnauld, 2006  (ISBN 2-203-33558-0)
17. Une Bourgeoise fatale, coscénario d'Hugo Sokal, dessins de Benoît Sokal et Pascal Regnauld, 2008  (ISBN 978-2-203-00332-3)
18. La Fille sans visage, dessins de Benoît Sokal et Pascal Regnauld, 2009  (ISBN 978-2-203-01768-9)
19. Le Voyage des cendres, dessins de Benoît Sokal et Pascal Regnauld, 2010  (ISBN 978-2-203-03029-9)
20. Une Bavure bien baveuse, dessins de Benoît Sokal et Pascal Regnauld, 2011  (ISBN 978-2-203-03885-1)
21. Piège de miel, dessins de Benoît Sokal et Pascal Regnauld, 2012  (ISBN 978-2-203-04903-1)
- Petites Histoires de la Grande Guerre, scénario de Kris et dessins collectifs, projet Bulles en Champagne & Bulles de Troy, Kotoji éditions, 2014
- Trou de mémoire, scénario de Roger Seiter, éditions du Long Bec, 2015

- Cicatrices de guerre(s), scénario et dessins collectifs, Éditions de la Gouttière, 2009  (ISBN 978-2-9524075-3-3)
- Pierre Loti : une vie de voyageur, Scénario Didier Quella-Guyot et Alain Quella-Villéger. Calman-Lévy (2023)  (ISBN 978-2-7021-8227-7)
- Croquettes story, Scénario Isadora. Éditions du Long Bec (2017)  (ISBN 979-10-92499-54-4)
- Halifax : mon chagrin, scénario de Didier Quella-Guyot. Éditions Félès (2021)  (ISBN 978-2-9567814-8-6)
- Balle tragique pour une série Z, scénario Roger Seiter. Éditions Glénat (2019)   (ISBN 978-2-344-02462-1)